# Municipio de Manfred (Dakota del Norte)
El municipio de Manfred (en inglés: Manfred Township) es un municipio ubicado en el condado de Wells en el estado estadounidense de Dakota del Norte. En el año 2010 tenía una población de 39 habitantes y una densidad poblacional de 0,42 personas por km².

## Geografía
El municipio de Manfred se encuentra ubicado en las coordenadas 47°43′23″N 99°44′38″O / 47.72306, -99.74389. Según la Oficina del Censo de los Estados Unidos, el municipio tiene una superficie total de 93.32 km², de la cual 92,85 km² corresponden a tierra firme y (0,51 %) 0,47 km² es agua.

## Demografía
Según el censo de 2010, había 39 personas residiendo en el municipio de Manfred. La densidad de población era de 0,42 hab./km². De los 39 habitantes, el municipio de Manfred estaba compuesto por el 100 % blancos. Del total de la población el 0 % eran hispanos o latinos de cualquier raza.